# Melanoplus tribulus
Melanoplus tribulus är en insektsart som beskrevs av Morse 1904. Melanoplus tribulus ingår i släktet Melanoplus och familjen gräshoppor. Inga underarter finns listade i Catalogue of Life.